# Басинское сельское поселение
Басинское се́льское поселе́ние — муниципальное образование в Октябрьском районе Пермского края Российской Федерации.
Административный центр — село Басино.

## История
Статус и границы сельского поселения установлены Законом Пермской области от 9 декабря 2004 года № 1886—411 «Об утверждении границ и о наделении статусом муниципальных образований Октябрьского района Пермского края»

## Население
| 2010  | 2012  | 2013  | 2014  | 2015  | 2016  | 2017  |
| ----- | ----- | ----- | ----- | ----- | ----- | ----- |
| 1717  | ↘1650 | ↘1625 | ↘1590 | ↘1540 | ↘1486 | ↘1430 |
| 2018  | 2019  |       |       |       |       |       |
| ↘1367 | ↘1314 |       |       |       |       |       |

## Состав сельского поселения
| № | Населённый пункт | Тип населённого пункта       | Население |
| - | ---------------- | ---------------------------- | --------- |
| 1 | Басино           | село, административный центр | 297       |
| 2 | Бикбай           | деревня                      | 268       |
| 3 | Биктулка         | деревня                      | 268       |
| 4 | Зуевский         | посёлок                      | 336       |
| 5 | Козаки           | деревня                      | 173       |
| 6 | Малый Тарт       | деревня                      | 50        |
| 7 | Уразметьево      | деревня                      | 325       |